# اریش لودویگ
اریش لودویگ (انگلیسی: Erich Ludwig; نامشخص – نامشخص) بازیکن راگبی ۱۵ نفره] اهل آلمان بود.
وی در مسابقات کشوری و بین‌المللی در مجموع برندهٔ ۱ مدال نقره شده‌است.